# Franz Xaver Hoermann
Franz Xaver Hoermann (* 1860; † 1935) war ein deutscher Publizist, bayerischer Föderalist, Studienprofessor in Rosenheim und Ortsgruppenleiter des Reichs- und Heimatbundes deutscher Katholiken. Er schrieb u. a. für die Historisch-politischen Blätter für das katholische Deutschland.
Hoermann war seit 1891 Ehrenmitglied der katholischen Studentenverbindung KDStV Aenania München im CV.

## Werke
- Der katholische Mann, 1903
- Der moderne Individualismus, 1908
- Der Reichsgedanke, 1916
- Die Organisation der Gesellschaft in Vergangenheit und Gegenwart, 1901
- Großdeutschlands vierhundertjähriger Niedergang zum Kleindeutschland, 1924
- Warnungszeichen in modernen Irrungen und Verwirrungen, 1926